# Мансуразавр
Мансуразавр (Mansourasaurus) — рослинноїдний ящеротазовий динозавр з групи Titanosauria, що існував у кінці крейдового періоду, приблизно 80 млн років тому. Його довжина — 10 м, а вага — 5,5 т. У нього була довга шия, а на тілі кістяні вирости. Довга шия дозволяла йому досягати листя родючих пасовищ, щоб задовольнити свій величезний апетит.

## Відкриття
Уперше скелет мансурозавра знайшли у пустелі Сахарі 2013 року Хесхамом Саллем з групою студентів-палеонтологів. Пізніше, у січні 2018 року, знайшли майже повний скелет цього динозавра (зразок MUVP 200). Це був найповніший скелет динозавра крейдового періоду. Дуже добре збереглася нижня щелепа, шийні хребці, ребра, передні кінцівки, плечові суглоби, і навіть кістяні вирости на шкірі. Африка в ті часи була з'єднана з Європою, бо його знайдено на березі Єгипту.
Голова експедиції університету Мансура Хесхам Саллем сказав: «Виявлення та видобуток Мансуразавра був таким вражаючим досвідом для команди»[джерело?].